# Peter von Scholten

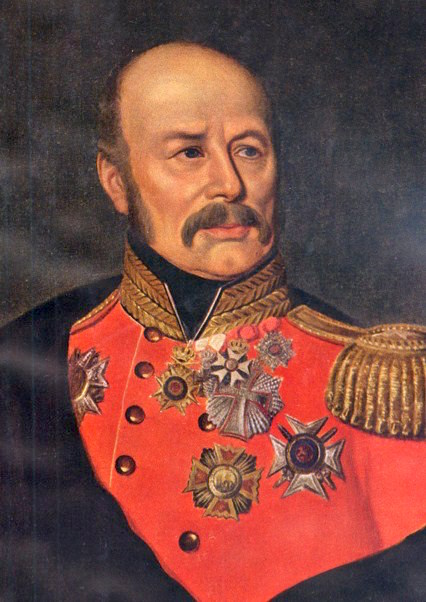
Peter von Scholten, Generalgouverneur

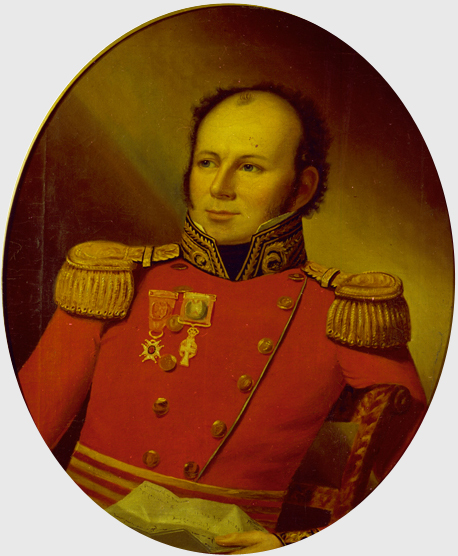
Peter von Scholten in jungen Jahren

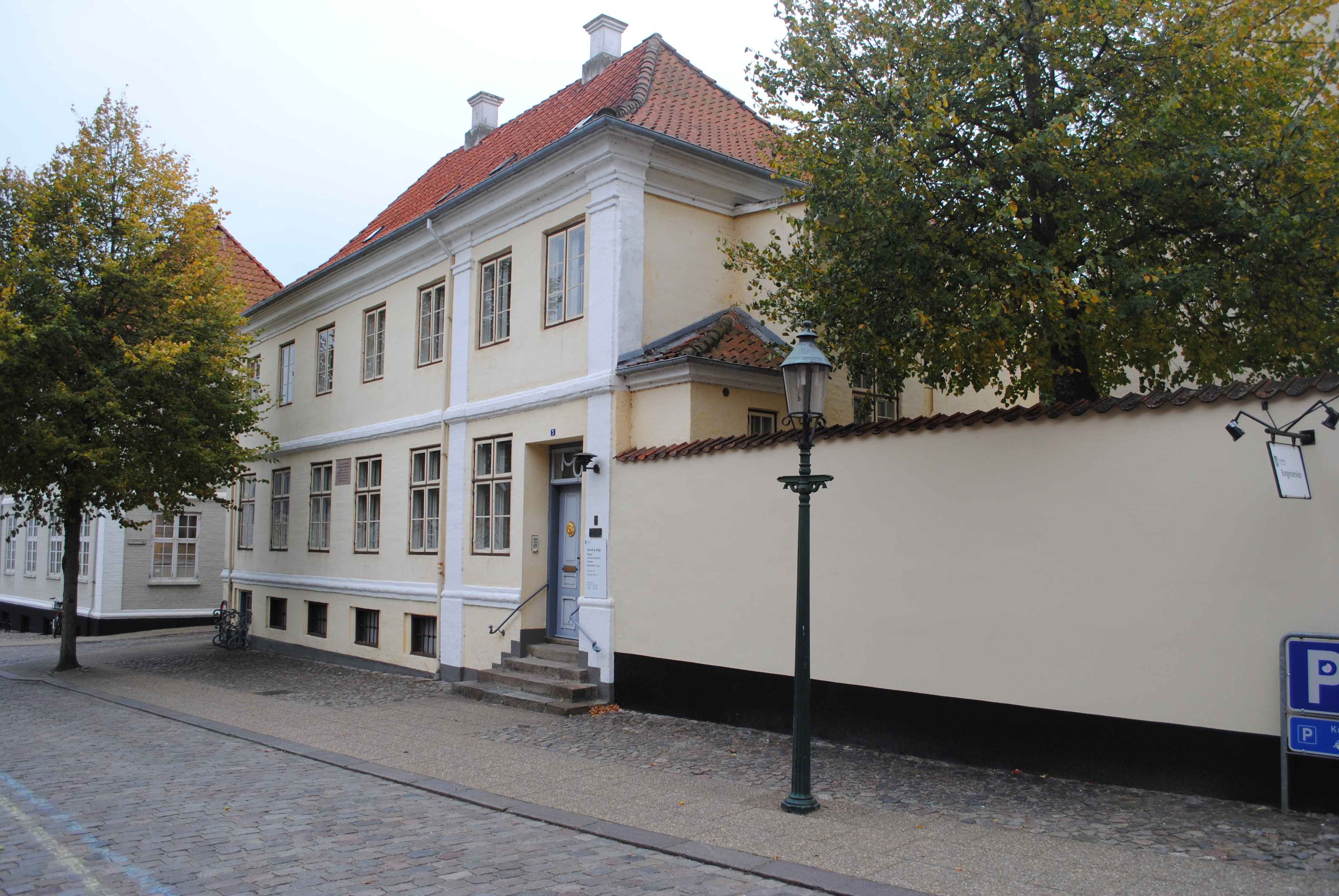
Scholtens Elternhaus in Viborg
(Sankt Mogens Gade 3)

Peter Carl Frederik (Friedrich) von Scholten (* 17. Mai 1784 auf dem königlichen Klostergut Vestervig bei Thisted, Dänemark; † 26. Januar 1854 in Altona) war königlich dänischer Generalmajor deutscher Abstammung und Generalgouverneur von Dänisch-Westindien. Als Abolitionist verbesserte er dort ab 1828 die Bedingungen für die Sklaven und schenkte ihnen 1848 unter Druck die Freiheit.

## Leben

### Herkunft und Jugend
Peter von Scholten entstammte einer Offiziersfamilie und war der Sohn des Casimir Wilhelm von Scholten, damals Hauptmann beim kronprinzlichen Regiment und später Generalmajor und Gouverneur von Saint Thomas und Saint John, und der Katherina Elisabeth de Moldrup, auch Møldrup (1764–1804).
Peter von Scholten wurde auf dem königlichen Klostergut Vestervig geboren, dem Wohnsitz der Familie seiner Mutter. Zunächst lebte Scholten im Elternhaus in Viborg (Region Midtjylland). Seine frühesten Kopenhagener Jahre erlebte er in der Boldhusgade 4 gegenüber dem Schloss Christiansborg.
Als achtjähriger Junge begann er seine militärische Laufbahn auf der Landkadettenakademie. Das Lernen aus Büchern fiel ihm schwer. Bezogen auf seinen hohen sozialen Stand, besaß er später nur eine winzige Bibliothek. Ende 1803 legte er an der Landkadettenakademie die letzten Prüfungen ab und wurde zum Fähnrich ernannt.

### Erste Reisen nach Westindien und Heirat
Seinen zwanzigjährigen Sohn nahm der Vater nach einem Heimaturlaub mit nach Saint Thomas. Dort trat er am 13. August 1804 unter dem Kommando seines Vaters, der 1803 zum zweiten Mal Gouverneur der Insel geworden war (bis 1807), seinen Dienst als Unterleutnant an.
Wieder zurück in Dänemark geriet Scholten als Offizier im Vierten Koalitionskrieg 1807 in britische Kriegsgefangenschaft, die er in England verbrachte. 1808 wurde er entlassen; er kehrte nach Kopenhagen zurück und wohnte als Kammerjunker zeitweilig am Amagertorv Nr. 50. Am 31. Oktober 1810, im Todesjahr seines Vaters, heiratete Peter von Scholten in der Kopenhagener Garnisonkirche die 24-jährige Anne Elisabeth (Lise) Thortsen (* 20. Mai 1786 in Kopenhagen; † 1. Mai 1849 ebenda). Aus dieser Ehe entstammten drei Töchter. Nachdem Dänemark im Januar 1814 nach dem verlorenen Krieg gegen Schweden kapitulieren musste, begleitete Scholten als Adjutant König Frederik VI. zur Unterzeichnung des Kieler Friedens.
Danach hielt es ihn nicht länger in Dänemark. Noch im selben Jahr 1814 zog es ihn zurück nach Saint Thomas. Er erhielt einen Wunschposten als gut dotierter Warenkontrolleur und Posthalter. Bis zum Tode von König Frederik VI. im Jahre 1839 konnte er sich immer diskreter königlicher Protektion sicher sein. Da er als gut aussehender junger Mensch auch Wert auf elegante Uniformen und einen aufwendigen Lebensstil legte, spielte die Frage, wie er all das bezahlen könne, stets eine große Rolle in seinem Leben. Seine Ehefrau Lise war ihm nach Saint Thomas gefolgt. Doch 1816 nahm sie einen Besuch in England zum Anlass, ihn zu verlassen und für immer in ihre Heimatstadt zurückzukehren.

### Gouverneur von Saint Thomas und Generalgouverneur von Dänisch-Westindien
In den folgenden Jahren wurde Scholten – wie zuvor seinem Vater – mehrere Male das Amt des Gouverneurs von Saint Thomas und Saint John übertragen, das erste Mal vom 14. Juli 1827 bis zum 24. April 1831, das zweite Mal vom 19. Juli 1832 bis zum 22. März 1834 und das dritte Mal vom 14. Januar 1836 bis zum 6. Juli 1848.
Nach einem Heimaturlaub reiste er im Juli 1827 ein weiteres Mal nach Dänisch-Westindien. Denn mit Wirkung vom 14. Juli war er zum ersten Mal Generalgouverneur mit Sitz in Christiansted auf Saint Croix geworden. Zunächst bekleidete er dieses Amt bis zum 24. April 1831. Ein zweites Mal war er Generalgouverneur vom 19. Juli 1832 bis zum 22. März 1834 und ein drittes Mal vom 14. Januar 1836 bis zum 6. Juli 1848. Dazwischen hatte beide Male Johannes Søbøtker (1777–1854) dieses Amt übernommen.
Scholten war zeitweilig der am höchsten besoldete Beamte Dänemarks. Seine Familie leistete sich deshalb 1831 eine teure Kopenhagener Wohnung in der vornehmen Bredgade Nr. 45, direkt neben der ersten US-Gesandtschaft. Scholten wünschte sich aber eigenen Grundbesitz und kaufte das kleine Haus Nr. 13 am Kongens Nytorv. Auch dieses Domizil zeichnete sich durch vornehme (und teure) Eleganz aus.
Auf Sankt Croix holte Scholten die freie Farbige Anna Elizabeth Heegaard (1790–1859) zu sich – wie damals durchaus üblich unter Kolonialbeamten und Plantagenbesitzern. Gemeinsame Nachkommen bekamen sie allerdings nicht. Er und seine Lebensgefährtin kauften den wunderbar gelegenen Landsitz Bülowsminde. Zur glamourösen Hofhaltung gehörte auch sein Bruder Frederik, ein geschickter Aquarellmaler, der zur selben Zeit als Zollverwalter nach Dänisch-Westindien versetzt worden war.

### Die Sklavenbefreiung
Als aufgeklärter Humanist war Scholten wie viele liberale Dänen ein erklärter Gegner der Sklaverei. Deshalb erleichterte er ab 1828 Schritt für Schritt die Rechtslage der Sklaven. Ab 1834 erhielten die freien Schwarzen weitgehend gleiche Rechte wie die Dänen. Er verfügte unter anderem folgende Reformen:
- Die tägliche Arbeitszeit wurde strikt begrenzt.
- Der Samstag wurde generell arbeitsfrei (ab 1843).
- Den Sklavenhaltern wurde es untersagt, ihre Sklaven nach Gutdünken zu züchtigen.
- Versteigerungen von Sklaven und deren Zurschaustellung zum Zwecke des Verkaufes wurden verboten.
- Sklaven durften Häuser, Gärten und Äcker erwerben, veräußern und vererben.
- Sklaven konnten – unter bestimmten Voraussetzungen – vor Gericht als Zeugen aussagen, auch gegen ihre Herren.
- Die Sklavenhalter bzw. deren Verwalter auf den Plantagen mussten Berichtshefte führen, in denen die Einhaltung der Vorschriften zu dokumentieren war und die von Beamten kontrolliert wurden.
- Die Kinder der Sklaven wurden zu den Grundschulen zugelassen (ab 1839).
- Um alle Sklaven über die neuen Bestimmungen zu unterrichten, ließ Scholten diese in den Gottesdiensten vorlesen.
- Die als abwertend empfundene Bezeichnung „Sklave“ wurde ab den 1840er Jahren durch die Bezeichnung „Unfreier“ ersetzt, ein frühes Beispiel einer amtlichen Sprachregelung.

Vor allem erlangte Scholten nach langen Verhandlungen mit der Regierung in Kopenhagen einen am 28. Juli 1847 von König Christian VIII. unterzeichneten Erlass, der – wenn auch erst auf mittlere Frist, nämlich nach zwölf Jahren – die Aufhebung der Sklaverei versprach.
Im Januar 1848 starb König Christian VIII. Manche Sklaven zweifelten, ob sich der neue König, Frederik VII., an die von seinem Vorgänger versprochene „Emanzipation“ halten würde. Zudem ermutigten sie die Nachrichten von der Märzrevolution in Dänemark 1848 und vom Aufbegehren der Sklaven auf dem französischen Teil der benachbarten Insel St. Martin. Ihre Ungeduld wuchs, sie wollten nicht zwölf Jahre auf die Freiheit warten. Am 2. Juli 1848 riefen die Sklaven Moses Robert, Martin Williams und John Gottlieb einen Streik für den folgenden Tag aus und drohten, Frederiksted anzuzünden. Daraufhin erklärte Generalgouverneur von Scholten am 3. Juli 1848 um vier Uhr nachmittags in Frederiksted aus eigener Initiative die Sklaverei in allen dänischen Besitzungen in Westindien für abgeschafft. Dass er damit die Sklaven- und Plantagenbesitzer vor vollendete Tatsachen gestellt hatte, machte ihm weniger zu schaffen, als dass er die Emanzipation ohne Anweisung der Regierung verfügt hatte. Er sorgte sich, dass der König seine Entscheidung als „Unbotmäßigkeit“ verstehen könne und erlitt kurz darauf einen Nervenzusammenbruch. Am 6. Juli reichte er seinen Rücktritt ein. Acht Tage später, auf den Tag genau 21 Jahre nach seinem Antritt als Generalgouverneur, verließ Scholten für immer seine geliebten Inseln.
Die von Scholten ausgerufene Sklavenbefreiung ließ sich nicht rückgängig machen. Am 22. September 1848 bestätigte König Friedrich VII. per Dekret nachträglich Scholtens kühnen Schritt.

### Letzte Lebensjahre und Tod
Scholten wählte Kopenhagen zum neuen Wohnsitz. Dort geriet er zwischen die politischen Fronten. Die Zeitung Fædrelandet und tonangebende Liberale hielten ihm eine zu zögerliche und halbherzige Sklavenbefreiungspolitik vor. Die Regierung hingegen warf ihm vor, zu weit gegangen zu sein, und erhob Anklage wegen Amtsversäumnissen. Ein gerichtlicher Untersuchungsausschuss enthob ihn seines Amtes und entzog ihm – besonders penibel – seine Pension. Dieser Rechtsstreit war der Höhepunkt vieler gerichtlicher Schritte, die nach dem Tod seiner Gönners König Frederik VI. (1839) gegen den stolzen und beneideten „Herrscher über die westindischen Inseln“ angestrengt worden waren. Scholten legte – wie üblich – Berufung ein beim Obersten Gericht, wo er einstimmig freigesprochen wurde.

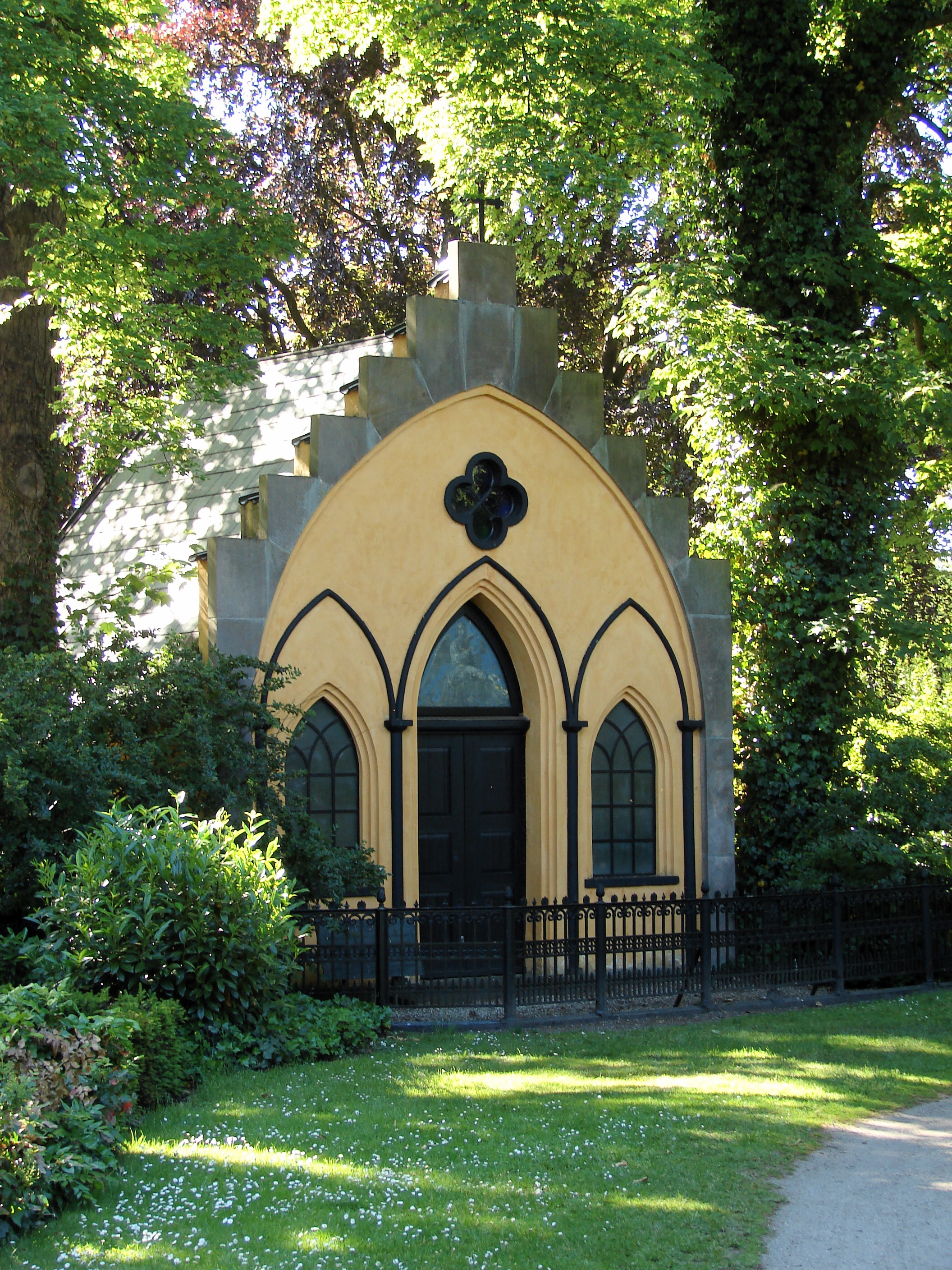
Scholtens Grabmal auf dem Assistens Kirkegård in Kopenhagen

Peter von Scholtens Ehefrau Lise starb 1849. Vielleicht deshalb zog der Witwer zu seiner Tochter Elisabeth Katharina (1811–1859) und deren Ehemann General Peter Heinrich Claude du Plat (1809–1864) nach Altona, der dort Stadtkommandant war. Dort starb Peter von Scholten im Alter von 69 Jahren.
Sein Leichnam wurde in die Heimat überführt und vorläufig in der Kapelle der Holmens Kirke aufgebahrt, bis er dann in dem neogotisch rosa gestrichenen Mausoleum (gebaut um 1825) der Familie von Scholten in der deutsch-reformierten Abteilung des Assistens Kirkegård endgültig bestattet wurde. Die Beisetzung war rein privat und wurde in der Presse kaum vermerkt.
Auch seine Ehefrau und zwölf andere Familienmitglieder fanden in diesem Mausoleum und der darunter befindlichen Krypta ihre letzte Ruhe. Heute befinden sich dort nur noch sein Sarg und der seiner Ehefrau. Die letzte von mehreren Restaurierungen erfolgte im Jahre 2009.

### Auszeichnungen
- Kammerherr (1824)
- Titel Exzellenz (Rangklasse I, Nr. 13)
- Dannebrogorden, Großkreuz (28. Oktober 1836)[13]
- Dannebrogsmann (25. Mai 1826)
- Ehrenlegion, Großoffizier
- Orden de Isabel la Católica, Großkreuz
- Guelphen-Orden, Kommandeur
- Militärverdienstorden (Frankreich), Ritter

## Nachleben
Peter von Scholten steht im Mittelpunkt des „dokumentarischen“ (quellengestützten) Romans Massa Peter von Preben Ramløv (Kopenhagen 1968). Der Autor wertete dafür Akten u. a. im Archiv der Landkadettenakademie in Kopenhagen und im Rigsarkivet, dem dänischen Nationalarchiv, aus, im Public Record Office in London, in den National Archives in Washington sowie in den Archiven der Herrnhuter Brüdergemeine in Charlotte Amalie und in Frederiksted.